# Districts et gouvernements de niveau local de Papouasie-Nouvelle-Guinée

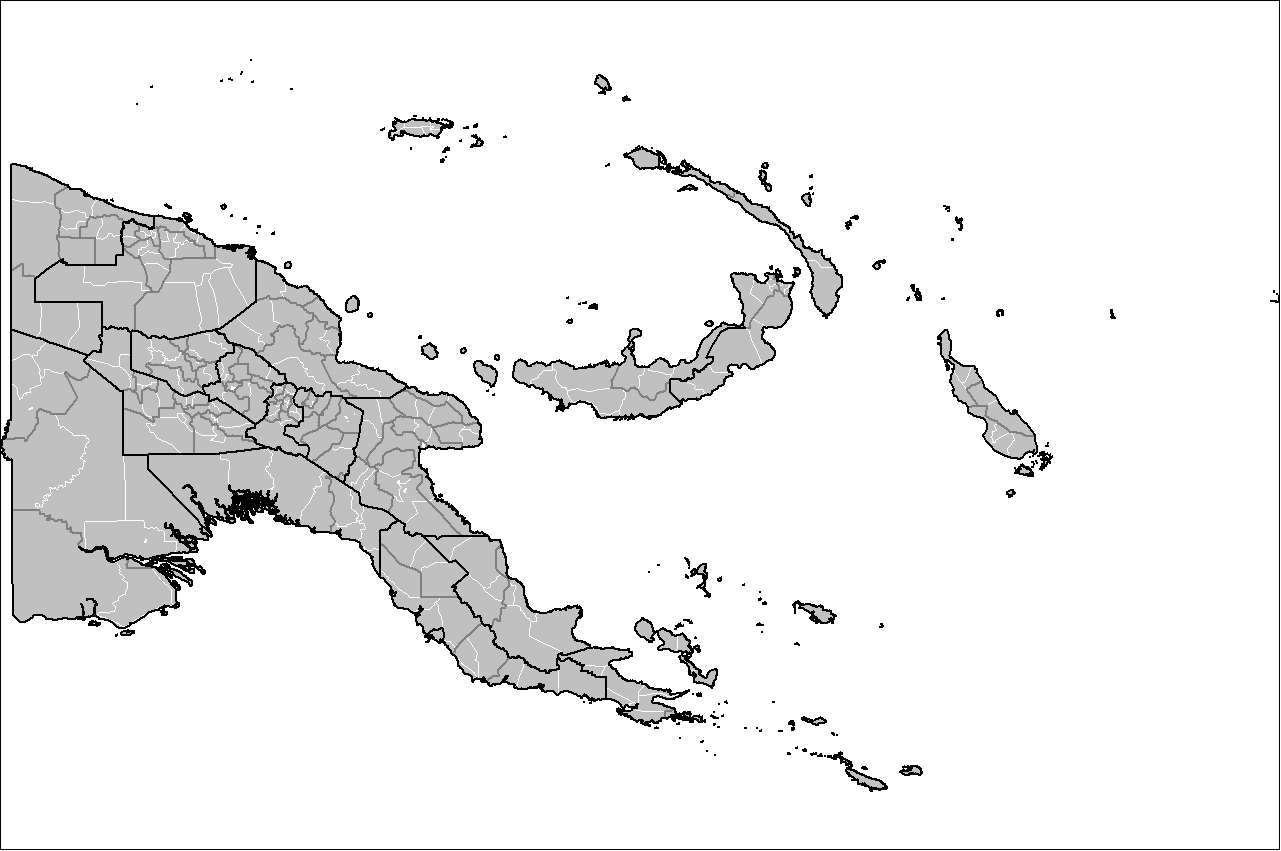
Carte de la Papouasie-Nouvelle-Guinée montrant sa subdivision en gouvernements de niveau local.

Les districts et les gouvernements de niveau local sont le plus bas niveau de subdivision territoriale de la Papouasie-Nouvelle-Guinée.

## Généralités
La Papouasie-Nouvelle-Guinée est subdivisées en 20 entités territoriales de niveau provincial : 18 provinces, la région autonome de Bougainville et le district de la Capitale nationale. Chacune de ces entités est subdivisée en un ou plusieurs districts, eux-mêmes subdivisés en zones de gouvernement de niveau local (GNL en abrégé, en anglais : Local Level Government areas, LLG). Pour des questions de recensement, les zones de GNL sont subdivisées en circonscriptions (wards) et ceux-ci en unités de recensement (census units).

## Liste des districts et GNL classés par province

### Baie Milne
La province de Baie Milne est découpée en 4 districts et 16 GNL :
- District d'Alotau (Alotau) :
  - GNL urbain d'Alotau
  - GNL rural de Daga
  - GNL rural de Huhu
  - GNL rural de Makamaka
  - GNL rural de Maramatana
  - GNL rural de Suau
  - GNL rural de Weraura

- District d'Esa'ala (Ferguson) :
  - GNL rural de Dobu
  - GNL rural de Duau
  - GNL de West Ferguson

- District de Kiriwini-Goodenough (Kiriwina) :
  - GNL rural de Goodenough Island
  - GNL rural de Kiriwini

- District de Samarai-Murua (Murua) :
  - GNL rural de Bwanabwana
  - GNL rural de Louisade
  - GNL rural de Murua
  - GNL rural d'Yaleyamba

### Bougainville

Carte de la région autonome de Bougainville.

La région autonome de Bougainville comprend 3 districts et 12 GNL :
- District de Central Bougainville (Arawa-Kieta) :
  - GNL rural d'Arawa
  - GNL rural de Wakunai

- District de North Bougainville (Buka) :
  - GNL rural des Atols
  - GNL rural de Buka
  - GNL rural de Kunua
  - GNL rural de Nissan
  - GNL rural de Selau Suir
  - GNL rural de Tinputz

- District de South Bougainville (Buin) :
  - GNL rural de Bana
  - GNL rural de Buin
  - GNL rural de Siwai
  - GNL rural de Torokina

### Centrale
La province centrale comprend 4 districts et 13 GNL :
- District d'Abau (Abau) :
  - GNL rural d'Amazon Bay
  - GNL rural d'Aroma
  - GNL rural de Cloudy Bay

- District de Goilala (Tapini) :
  - GNL rural de Guari
  - GNL rural de Tapini
  - GNL rural de Woitape

- District de Kairuku-Hiri (Bereina) :
  - GNL rural de Hiri
  - GNL rural de Kairuku
  - GNL rural de Koiari
  - GNL rural de Mekeo Kuni

- District de Rigo (Kwikila) :
  - GNL rural de Rigo Central
  - GNL rural de Rigo Coastal
  - GNL rural de Rigo Inland

### Enga
La province d'Enga comprend 4 districts et 14 GNL :
- District de Kandep (Kandep) :
  - GNL rural de Kandep
  - GNL rural de Tsak
  - GNL rural de Wage
  - GNL rural de Wapenamanda

- District de Kompiam (Kompiam) :
  - GNL rural d'Ambum
  - GNL rural de Kompiam
  - GNL rural de Wapi (Uangis)

- District de Lagaip-Porgera (Lagaip-Porgera) :
  - GNL rural de Lagaip
  - GNL rural de Maip-Mulitaka
  - GNL rural de Paiela-Hewa
  - GNL rural de Pogera

- District de Wabag (Wabag) :
  - GNL rural de Maramuni
  - GNL rural de Wabag
  - GNL urbain de Wabag

### Golfe
La province du Golfe comprend 2 districts et 10 GNL :
- District de Kerema (Kerema) :
  - GNL rural de Central Kerema
  - GNL rural d'East Kerema
  - GNL rural de Kaintiba
  - GNL urbain de Kerema
  - GNL rural de Kotidanga
  - GNL rural de Lakekamu-Tauri

- District de Kikori (Kikori) :
  - GNL rural de Baimuru
  - GNL rural d'East Kikori
  - GNL rural d'Ihu
  - GNL rural de West Kikori

### Hautes-Terres méridionales
La province des Hautes-Terres méridionales comprend 8 districts et 30 GNL :
- District d'Ialibu-Pangia (Ialibu) :
  - GNL rural d'East Pangia
  - GNL urbain d'Ialibu
  - GNL rural de Kewabi
  - GNL rural de Wiru

- District d'Imbonggu (Imbonggu) :
  - GNL rural d'Ialibu Basin
  - GNL rural d'Imbongu
  - GNL rural de Lower Mendi

- District de Kagua-Erave (Kagua) :
  - GNL rural d'Erave
  - GNL rural de Kagua
  - GNL rural de Kuare

- District de Komo-Magarima (Magarima) :
  - GNL rural de Hulia
  - GNL rural de Komo
  - GNL rural de Margarima

- District de Koroba-Kopiago (Kopiago) :
  - GNL rural d'Awi-Pori
  - GNL rural de Lake Kopiago
  - GNL rural de North Koroba
  - GNL rural de South Koroba

- District de Mendi-Munihu (Mendi) :
  - GNL rural de Karints
  - GNL rural de Lai Valley
  - GNL urbain de Mendi
  - GNL rural d'Upper Mendi

- District de Nipa-Kutubu (Nipa) :
  - GNL rural de Lake Kutubu
  - GNL rural de Mount Bosavi
  - GNL rural de Nembi Plateau
  - GNL rural de Nipa
  - GNL rural de Poroma

- District de Tari-Pori (Tari) :
  - GNL rural de Hayapuga
  - GNL rural de Tagali
  - GNL urbain de Tari
  - GNL rural de Tebi

### Hautes-Terres occidentales
La province des Hautes-Terres occidentales comprend 7 districts et 15 GNL :
- District d'Anglimp-South Waghi (Minj) :
  - GNL rural d'Anglimp
  - GNL rural de South Waghi

- District de Dei (Dei) :
  - GNL rural de Muglamp
  - GNL rural de Kotna

- District de Mount Hagen (Mount Hagen) :
  - GNL rural de Mount Hagen
  - GNL urbain de Mount Hagen

- District de Mul-Baiyer (Baiyer) :
  - GNL rural de Baiyer
  - GNL rural de Lumusa
  - GNL rural de Mul

- District de Jimi (Tabibuga) :
  - GNL rural de Jimi
  - GNL rural de Kol

- District de North Waghi (Banz) :
  - GNL rural de North Waghi
  - GNL rural de Nondugl

- District de Tambul-Nebilyer (Nebilyer) :
  - GNL rural de Mount Giluwe
  - GNL rural de Nebilyer

### Hautes-Terres orientales

Carte de la province des Hautes-Terres orientales.

La province des Hautes-Terres orientales comprend 8 districts et 11 GNL :
- District de Daulo (Asaro) :
  - GNL rural d'Asaro-Watabung

- District de Goroka (Goroka) :
  - GNL rural de Goroka
  - GNL urbain de Goroka

- District de Henganofi (Henganofi) :
  - GNL rural de Henganofi

- District de Kainantu (Kainantu) :
  - GNL rural de Kainantu
  - GNL urbain de Kainantu

- District de Lufa (Lufa) :
  - GNL rural de Lufa

- District d'Obura-Wonenara (Lamari) :
  - GNL rural de Lamari
  - GNL rural d'Yelia

- District d'Okapa (Okapa) :
  - GNL rural d'Okapa

- District d'Unggai-Benna (Benna) :
  - GNL rural d'Unggai-Benna

### Madang
La province de Madang comprend 6 districts et 17 GNL :
- District de Bogia (Bogia) :
  - GNL rural d'Almami
  - GNL rural d'Iabu
  - GNL rural d'Yawar

- District de Madang (Madang) :
  - GNL rural d'Ambenob
  - GNL urbain de Madang
  - GNL rural de Transgogol

- District de Middle Ramu (Simbai) :
  - GNL rural d'Arabaka
  - GNL rural de Josephstaal
  - GNL rural de Simbai

- District de Rai Coast (Saidor) :
  - GNL rural d'Astrolabe Bay
  - GNL rural de Naho Rawa
  - GNL rural de Nayudo
  - GNL rural de Saidor

- District de Sumkar (Karkar) :
  - GNL rural de Karkar
  - GNL rural de Sumgilbar

- District d'Usino Bundi (Usino) :
  - GNL rural de Bundi
  - GNL rural d'Usino

### Manus
La province de Manus comprend 1 district et 12 GNL :
- District de Manus (Lorengau) :
  - GNL rural d'Aua-Wuvulu
  - GNL rural de Balopa
  - GNL rural de Bisikani-Soparibeu Kabin
  - GNL rural de Lelemadih-Bupi Chupei
  - GNL urbain de Lorengau
  - GNL rural de Los Negros
  - GNL rural de Nali Sopat-Penabu
  - GNL rural de Nigoherm
  - GNL rural de Pobuma
  - GNL rural de Pomutu-Kurti-Andra
  - GNL rural de Rapatona
  - GNL rural de Tetidu

### Morobe
La province de Morobe comprend 9 districts et 33 GNL :
- District de Bulolo (Bulolo) :
  - GNL rural de Mumeng
  - GNL rural de Waria
  - GNL rural de Watut
  - GNL urbain de Wau-Bulolo
  - GNL rural de Wau
  - GNL rural de Buang

- District de Finschhafen (Gagidu) :
  - GNL rural de Hube
  - GNL rural de Kotte
  - GNL urbain de Finschafen
  - GNL rural d'Yabim-Mape
  - GNL rural de Burum-Kuat

- District de Huon (Salamaua) :
  - GNL rural de Morobe
  - GNL rural de Salamaua
  - GNL rural de Wampar

- District de Kabwum (Kabwum) :
  - GNL rural de Deyamos
  - GNL rural de Komba (Seko)
  - GNL rural d'Yus
  - GNL rural de Selepet

- District de Lae (Lae) :
  - GNL rural d'Ahi
  - GNL urbain de Lae

- District de Markham (Kaiapit) :
  - GNL rural d'Onga-Waffa
  - GNL rural d'Umi-Atzero
  - GNL rural de Wantoat-Leron

- District de Menyamya (Menyamya) :
  - GNL rural de Kapao
  - Nanima Kariba
  - GNL rural de Kome
  - GNL rural de Wapi

- District de Nawae (Boana) :
  - GNL rural de Labuta
  - GNL rural de Nabak
  - GNL rural de Wain-Erap

- District de Tewae-Siassi (Wasu) :
  - GNL rural de Sialum
  - GNL rural de Siassi
  - GNL rural de Wasu

### Nord

Carte de la province nord.

La Province nord comprend 2 districts et 8 GNL :
- District d'Ijivitari (Popondetta) :
  - GNL rural d'Afore
  - GNL rural de Cape Nelson
  - GNL rural d'Oro Bay
  - GNL urbain de Popendetta

- District de Sohe (Kokoda) :
  - GNL rural de Higaturu
  - GNL rural de Kira
  - GNL rural de Kokoda
  - GNL rural de Tamata

### Nouvelle-Bretagne occidentale
La province de Nouvelle-Bretagne occidentale comprend 2 districts et 11 GNL :
- District de Kandrian-Gloucester (Kandrian) :
  - GNL rural de Gasmata
  - GNL rural de Gloucester
  - GNL rural de Kandrian Coastal
  - GNL rural de Kandrian Inland
  - GNL rural de Kove-Kaliai

- District de Talasea (Kimbe) :
  - GNL rural de Bali-Witu
  - GNL rural de Bialla
  - GNL rural de Hoskins
  - GNL urbain de Kimbe
  - GNL rural de Mosa
  - GNL rural de Talasea

### Nouvelle-Bretagne orientale
La province de Nouvelle-Bretagne orientale comprend 4 districts et 18 GNL :
- District de Gazelle (Kerevat) :
  - GNL rural de Central Gazelle
  - GNL rural d'Inland Baining
  - GNL rural de Lassul Baining
  - GNL rural de Livuan-Reimber
  - GNL rural de Toma-Vunadidir

- District de Kokopo (Kokopo) :
  - GNL rural de Bitapaka
  - GNL rural de Duke of York
  - Kokopo-Vunamami Urban
  - GNL rural de Raluana

- District de Pomio (Pomio) :
  - GNL rural de Central-Inland Pomio
  - GNL rural d'East Pomio
  - GNL rural de Melkoi
  - GNL rural de Sinivit
  - GNL rural de West Pomio-Mamusi

- District de Rabaul (Rabaul) :
  - GNL rural de Balanataman
  - GNL rural de Kombiu
  - GNL urbain de Rabaul
  - GNL rural de Watom Island

### Nouvelle-Irlande

Carte de la province de Nouvelle-Irlande.

La province de Nouvelle-Irlande comprend 2 districts et 9 GNL :
- District de Kavieng (Kavieng) :
  - GNL urbain de Kavieng
  - GNL rural de Lavongai
  - GNL rural de Murat
  - GNL rural de Tikana

- District de Namatanai (Namatanai) :
  - GNL rural de Konoagil
  - GNL rural de Namatanai
  - GNL rural de Nimamar
  - GNL rural de Sentral Niu Ailan
  - GNL rural de Tanir

### Ouest

Carte de la province ouest.

La province ouest comprend 3 districts et 14 GNL :
- North Fly (Kiunga) :
  - GNL rural de Kiunga
  - GNL urbain de Kiunga
  - GNL rural de Ningerum
  - GNL rural d'Olsobip
  - GNL rural de Star Mountains

- Middle Fly (Balimo) :
  - GNL urbain de Balimo
  - GNL rural de Bamu
  - GNL rural de Gogodala
  - GNL rural de Lake Murray
  - GNL rural de Nomad

- South Fly (Daru) :
  - GNL urbain de Daru
  - GNL rural de Kiwai
  - GNL rural de Morehead
  - GNL rural d'Oriomo-Bituri

### Sandaun
La province de Sandaun comprend 4 districts et 17 GNL :
- District d'Aitape-Lumi (Aitape) :
  - GNL rural d'East Aitape
  - GNL rural d'East Wapei
  - GNL rural de West Aitape
  - GNL rural de West Wapei

- District de Nuku (Nuku) :
  - GNL rural de Nuku
  - GNL rural de Palai
  - GNL rural d'Yangkok
  - GNL rural de Maimai Wanwan

- District de Telefomin (Telefomin) :
  - GNL rural de Namea
  - GNL rural d'Oksapmin
  - GNL rural de Telefomin
  - GNL rural d'Yapsie

- District de Vanimo-Green River (Vanimo) :
  - GNL rural d'Amanab
  - GNL rural de Bewani-Wutung-Onei
  - GNL rural de Green River
  - GNL urbain de Vanimo
  - GNL rural de Walsa

### Sepik oriental
La province de Sepik oriental comprend 6 districts et 26 GNL :
- District d'Ambunti-Dreikikir (Ambunti) :
  - GNL rural d'Ambunti
  - GNL rural de Tunap-Hunstein Range
  - GNL rural de Gawanga
  - GNL rural de Dreikikir

- District d'Angoram (Angoram) :
  - GNL rural d'Angoram-Middle Sepik
  - GNL rural de Keram
  - GNL rural de Karawari
  - GNL rural de Marienberg-Lower Sepik
  - GNL rural d'Yuat

- District de Maprik (Maprik) :
  - GNL rural d'Albiges Mamblep
  - GNL rural de Bumbuita Muhiang
  - GNL rural de Maprik Wora
  - GNL rural d'Yamil Tamaui

- District de Wewak (Wewak) :
  - GNL rural de Boikin Dagua
  - GNL rural de Turubu
  - GNL rural de Wewak Islands
  - GNL rural de Wewak
  - GNL urbain de Wewak

- District de Wosera-Gawi (Wosera) :
  - GNL rural de Burui-Kunai
  - GNL rural de Gawi
  - GNL rural de North Wosera
  - GNL rural de South Wosera

- District d'Yangoru-Saussia (Yangoru) :
  - GNL rural d'East Yangoru
  - GNL rural de Numbo
  - GNL rural de Sausso
  - GNL rural de West Yangoru

### Simbu
La province de Simbu comprend 6 districts et 19 GNL :
- District de Chuave (Chuave) :
  - GNL rural de Chuave
  - GNL rural d'Elimbari
  - GNL rural de Siane

- District de Gumine (Gumine) :
  - GNL rural de Bomai-Kumai
  - GNL rural de Gumine
  - GNL rural de Mount Digine

- District de Karimui-Nomane (Karimui) :
  - GNL rural de Karimui
  - GNL rural de Nomane
  - GNL rural de Salt

- District de Kerowagi (Kerowagi) :
  - GNL rural de Gena-Waugla
  - GNL rural de Kerowagi
  - GNL rural de Kup

- District de Kundiawa-Gembogl (Kundiawa) :
  - GNL urbain de Kundiawa
  - GNL rural de Mount Wilhelm
  - GNL rural de Niglkande
  - GNL rural de Waiye

- District de Sina Sina-Yonggomugl (Yonggomugl) :
  - GNL rural de Sinasina
  - GNL rural de Suwai
  - GNL rural d'Yonggomugl